# مطلق عبدالخالق
مطلق عبدالخالق (۱۹۱۰ – ۹ نوامبر ۱۹۳۷) شاعر و روزنامه‌نگار فلسطینی بود. زادۀ ناصره، دورهٔ دبستان را در آنجا گذراند و تحصیلات متوسطه را در روضةالمعارف قدس به پایان رساند. از بیست سالگی در روزنامه‌نگاری به عنوان سردبیر و گزارشگر مشغول شد. سپس به تدریس روی آورد و به عنوان مدیر مدرسهٔ ملی در حیفا کار کرد. مدتی کارمند شعبهٔ حیفای بانک عرب بود. در یک تصادف رانندگی در حیفا به سن بیست و هفت سالگی درگذشت و در زادگاهش به خاک سپرده شد. عبدالخالق شاعری صوفیانه با فلسفهٔ ویژهٔ خود بود. او را یکی از پیشگامان شعر فلسطین می‌دانند که به مسائل مردمی، ملی‌گرایی و طبقاتی پرداخت و در تبلور ویژگی‌های نهضت فرهنگی عربی در فلسطین نقش داشته است.

## زندگی و پیشه
او در سال ۱۹۰۹ یا ۱۹۱۰ در محله‌ای در غرب ناصره به نام حی المیدان، سنجق عکا، ولایت بیروت، امپراتوری عثمانی، به دنیا آمد. مادرش سُعاد عبدالغنی نام داشت. تحصیلات ابتدایی در آن گذراند و تحصیلات متوسطه را در مدرسهٔ ملی روضة المعارف در قدس به پایان رساند. وی گواهی پایان دورهٔ متوسطه را با درجهٔ ممتاز اخذ کرد.
از ناصره به حیفا نقل مکان کرد و عاشق کار روزنامه‌نگاری شد، از این رو زندگی خود را در بیست سالگی با انتشار مجله‌ای پیشاهنگی به نام «کشافة الصحراء» آغاز کرد. سپس به عنوان سردبیر در روزنامهٔ «الیرموک» در سال ۱۹۲۴ مشغول به کار شد. سردبیری برخی روزنامه‌های عربی در حیفا و یافا را بر عهده گرفت، مانند روزنامه «النفیر» که توسط سهیل و زکی زکا در حیفا منتشر می‌شد، روزنامهٔ «الصراط المستقیم» متعلق به عبدالله القلقیلی و روزنامهٔ «الدفاع» در یافا متعلق به ابراهیم الشنطی.
او پیشه‌های گوناگونی داشت و همین امر باعث شد تا در شهرهای فلسطین جابجا شود. او چند سال به عنوان معلم دبیرستان کار کرد، سپس آموزگاری را رها کرد و به عنوان کارمند در بانک عرب در حیفا منصوب شد. از کارمندی بانک به منشی‌گری روزنامهٔ «الصراط المستقیم» که در شهر یافا منتشر می‌شد، روی آورد.او یکی از بنیانگذاران و رئیس اتحادیه جوانان عرب در حیفا بود.

## شعر او
سرودن شعر را از دوران دبیرستان آغاز کرد و اشعار خود را در روزنامه‌ها و مجلات فلسطین آن زمان منتشر می‌کرد و آن‌ها را به مخاطبان در باشگاه‌های ادبی و انجمن‌های فرهنگی ارائه می‌کرد. پس از اخذ گواهینامه متوسطه، به مطالعه پرداخت و علاقه‌اش به کتاب‌های ادبیات، تاریخ و تمدن بود، اما عاشق فلسفه شد، دلبستهٔ نظریه‌های آن شد و دوره ای را صرف ژرف‌نگری در آن کرد. یک گرایش بدبینانه تاریک او را فرا گرفت که باعث شد به زندگی زاهدانه روی آورد و آرزوی مرگ کند. زندگی خود را پر از غم و اندوه می‌دید و شعرهایش پس از مرگش در مجموعه‌ای به نام «الرحیل» که برادرش صبحی سرپرستی چاپ آن را بر عهده داشت، گردآوری شد و در سال ۱۹۳۸ در بیروت چاپ شد. او شعرهایی با مضامین ملی، سیاسی و اجتماعی و در قالب‌های غزل، مرثیه، وصف و تأملات روانی سروده است.
تأمل، بدبینی، معنویت صوفیانه و آرمان‌گرایی بر شعر او غالب شد تا جایی که در مورد او گفته شد که او شاعری است دربرگیرندهٔ تصوف و فلسفه. فلسفهٔ او آمیزه‌ای از مواضع اپیکوری نهیلیستی عمر خیام، دیدگاه‌های شک‌گرا و بدبینانهٔ ابوالعلاء المعری و و ندای زاهدانه و فانی ابوالعتاهیه است. عبدالخالق گویا بیمار بود و از دردهای جسمی رنج می‌برد. او بسیار حساس و دارای خلق و خوی عاطفی بود و از زمانهٔ خود و ارزش‌های حاکم بر آن ناراضی بود. او نمی‌توانست این را جز در شعرش با نارضایتی، بیزاری خود از زندگی و اشتیاق خود را برای جهانی آرام‌تر و پاک‌تر بیان کند.بیماری و اختلال عصبی عبدالخالق باعث شد که فکر مرگ در ذهن او ظاهر شود. وقتی زندگی بر او تنگ شد، آرزو کرد آن را ترک کند بدون اینکه پشیمان شود. مرگ‌خواهی به یک ایدهٔ غالب و تکرارشونده برای او تبدیل شد که بر وجدان و ادراکات او غالب گشت. درک او از مرگ با وحشتی که معمولاً زندگان از مرگ دارند، آمیخته نبود، بلکه با اُنس و الفت جایگزین شد که ممکن است به آرزو، استقبال و شتاب در امر اجتناب‌ناپذیر تبدیل شود. اکراه عبدالخالق از زندگی دنیوی او را از مشارکت در مسائل وطن و جنبش‌های مبارزاتی آن بازنداشت. او اشعار میهن‌پرستانه می‌سرود که در آنها مردم خود را از شر برحذر می‌داشت که پر است از طعنه و تمسخر به رهبرانی که مصالح بالاتر را به خاطر منافع و نیات پست قربانی می‌کردند.

## درگذشت
در ۹ نوامبر ۱۹۳۷ به منظور تلاش برای آزادی زندانیان سیاسی که به اتهام شرکت در انقلاب بزرگ ۱۹۳۶ فلسطین در اردوگاه مزرعه در شهر عکا توسط دولت قیمومیت دستگیر شده بودند، به خانهٔ شاعر ودیع البستانی رفت. تاکسی وی که راننده‌اش یوسف بیدس نام داشت، در حال عبور از خط راه‌آهن بود که با قطاری که از القنطره به حیفا می‌آمد، برخورد کرد و متلاشی شد. عبدالخالق به ویژه از ناحیهٔ سر مجروح شد و به بیمارستان دولتی حیفا منتقل شد اما در سن ۲۷ سالگی در اثر جراحت تصادف در ۹ (در برخی منابع ۲۹ نوامبر) ۱۹۳۷ درگذشت.بسیاری در این مرگ تردید داشتند و تردید نداشتند که این یک ترورِ برنامه‌ریزی‌شده برای کشتن یک فعال جوان با نفوذ فلسطینی در جریان انقلاب ۱۹۳۶–۱۹۳۹ بود. در روز دوم، پیکرش را به ناصره منتقل کردند و در آنجا تشییع جنازه او با حضور هزاران نویسندگان، شاعران و سیاستمداران فلسطینی برگزار شد. رادیو فلسطین او را «زین الشباب» (جوانمرد) نامید.